# بروتين حامل الأسيل
يعتبر البروتين الحامل للأسيل ( ACP ) عاملاً مساعدًا لكل من آليات التخليق الحيوي للأحماض الدهنية والبوليكيتيد . وهو أحد البروتينات الأكثر وفرة في خلايا الإشريكية القولونية.  في كلتا الحالتين ، ترتبط السلسلة النامية بـ ACP عبر ثيو إستر المشتق من الثيول البعيد للشق 4'-فوسفوبانتيثين.

## البنية
إن البروتينات الحاملة الأسيل عبارة عن بروتينات حزمة حلزونية صغيرة سالبة الشحنة مع درجة عالية من التشابه الهيكلي للأحماض الأمينية. تم معرفة هياكل عدد من البروتينات الحاملة للأسيل باستخدام تقنيات NMR وعلم البلورات . ترتبط البروتينات الحاملة الأسيل ACP في البنية والآلية بالبروتينات الحاملة للببتيدل (PCP) من مركبات الببتيد غير الصبغي .    

## التخليق الحيوي
بعد التعبير عن apo ACP غير النشط ، يتم إرفاق جزء 4'-phosphopantetheine ببقايا سيرين. يتم التوسط في هذا الاقتران بواسطة سينثاز بروتين حامل الأسيل (ACPS) ، وهو عبارة عن 4'-phosphopantetheinyl transferase . الفوسفوبانتثين هو مجموعة اصطناعية من العديد من البروتينات الحاملة للأسيل بما في ذلك البروتينات الحاملة للأسيل (ACP) لتركيبات الأحماض الدهنية ، و بروتينات حاملة للأسيل من تركيبات البوليكيتيد ، والبروتينات الحاملة للببتيد (PCP) ، وكذلك البروتينات الحاملة للأريل (ArCP) من مركبات الببتيد غير الريبوسومية (NRP).

## أقرأ أيضا
- تخليق الأحماض الدهنية

## روابط خارجية
- Acyl Carrier Protein في المكتبة الوطنية الأمريكية للطب نظام فهرسة المواضيع الطبية (MeSH).